# Kamenar (Varna)
Kamenar (Bulgaars: Каменар) is een dorp in de Bulgaarse oblast Varna. Op 31 december 2019 telde het dorp 2.845 inwoners. Het dorp ligt 3 km ten noorden van Varna en 377 km ten noordoosten van Sofia.

## Bevolking
De telling van 1934 registreerde 455 inwoners. Dit aantal nam langzaam maar geleidelijk af tot een dieptepunt van 342 inwoners in 1965. Vanaf de telling van 1965 is er echter weer sprake van een zeer hoge bevolkingsgroei (zie: onderstaand grafiek). Op 31 december 2019 werden er 2.845 inwoners geteld, een verzevenvoudiging vergeleken met 1965. Kamenar is een van de weinige plaatsen in Bulgarije met een geboorteoverschot.
Het dorp Kamenar heeft een gemengde bevolkingssamenstelling. Van de 2.594 inwoners reageerden er 2.063 op de optionele volkstelling van 2011. Zo’n 1.010 personen identificeerden zichzelf als Bulgaarse Turken (49%), gevolgd door 668 etnische Bulgaren (32%) en 368 etnische Roma (18%).
Het dorp heeft een zeer gunstige leeftijdsopbouw, vooral vergeleken met andere plattelandsgebieden in Bulgarije. Van de 2.594 inwoners die in februari 2011 werden geregistreerd, waren er 855 jonger dan 15 jaar oud (33%), terwijl er 165 inwoners van 65 jaar of ouder werden geteld (6%).